# 格雷格·邦奇
达内尔·格雷格·邦奇（英語：Darnell Greg Bunch，1956年5月15日—），美国NBA联盟职业篮球运动员。他在1978年的NBA选秀中第2轮第12顺位被纽约尼克斯选中。